# Pobrežje, Videm
Pobrežje je  naselje v Občini Videm.